# Boloria thore
Boloria thore hay Clossiana thore là một loài bướm thuộc họ Nymphalidae. Nó phân bố ở các vùng ẩm ướt ở Anpơ, Fennoscandia, phía nam khu vực Nga thuộc châu Âu, Urals, Xibia và Đông Á.
Sải cánh dài 28–34 mm. Loài này sinh hai năm một lứa.
Ấu trùng ăn các loài Viola.